# بيل بروكول
بيل بروكول (21 يناير 1865 في المملكة المتحدة - 1 يوليو 1935 في المملكة المتحدة) (بالإنجليزية: Bill Brockwell)‏ هو لاعب كريكت بريطاني. شارك مع منتخب إنجلترا للكريكت. أما مع النوادي، فقد لعب مع Northern Cape (cricket team) ‏.

## وصلات خارجية
- بيل بروكول على موقع إي آس بي آن كريك إنفو (الإنجليزية)